# Apatetica angusticollis
Apatetica angusticollis — вид жуків родини жуків-хижаків (Staphylinidae). Описаний у 2024 році.

## Поширення
Ендемік Китаю. Поширений у провінції Сичуань. Типовий зразок зібраний у 2021 році на схилах гори Сілін-Сноу в окрузі Даї у межах міста Ченду.

## Назва
Видовий епітет angusticollis — це прикметник, що складається з латинських слів «angustus» (вузький) і «collum» (шия). Назва натякає на вузький передній край переднеспинки.

## Опис
Вид можна розпізнати серед усіх відомих представників роду із металевими надкрилами за комбінацією таких ознак: вусики та більшість ніг червонувато-коричневі, переднеспинка з переднім краєм вужчим за голову та надкрила з тупими бічними верхівковими кутами.